# Скоробиште
Скоробиште (алб. Skorobishtë) је насељено место у општини Призрен, на Косову и Метохији. Према попису становништва из 2011. у насељу је живело 1.128 становника.

## Становништво
Према попису из 2011. године, Скоробиште има следећи етнички састав становништва:
| Националност | 2011.        |
| Албанци      | 766 (67,91%) |
| Бошњаци      | 303 (26,86%) |
| неизјашњени  | 59 (5,23%)   |
| Укупно       | 1.128        |

| Демографија | Демографија | Демографија |
| Година      | Становника  | Становника  |
| ----------- | ----------- | ----------- |
| 1948.       | 939         |             |
| 1953.       | 992         |             |
| 1961.       | 1.150       |             |
| 1971.       | 1.527       |             |
| 1981.       | 1.564       |             |
| 1991.       | 1.721       |             |
| 2011.       | 1.128       |             |